# كجك حسين باشا
الداماد كجك حسين باشا (بالتركية الحديثة: Küçük Hüseyin Paşa) (1757م ـ 7 ديسمبر 1803م)، ويُنطق "كُوتْشُوك". هو سياسي وقائد عسكري بحري عثماني، كرجي المولد، تولى منصب قبودان باشا البحرية العثمانية في الفترة من 11 مارس 1792 إلى وفاته في 7 ديسمبر 1803. كان صهرًا للعائلة المالكة العثمانية (دامادًا)، وذلك بزواجه من الأميرة أسماء سلطان، ابنة السلطان عبد الحميد الأول، وابنة عم السلطان سليم الثالث، الذي كان كجك حسين باشا مقربًا منه.
قاد كجك حسين باشا البحرية العثمانية لمكافحة القرصنة في البحر المتوسط، ثم أثناء الحروب الثورية الفرنسية، وشارك في توقيع معاهدة تسليم الإسكندرية، التي أنهت الوجود الفرنسي في مصر سنة 1801.
تسبب في قتل إبراهيم كتخدا السناري في الإسكندرية يوم 17 جمادي الآخر 1216 هـ 1801 م  مع غيره من الأمراء المماليك الذي كان حسين باشا القبطان العثماني قد طلبهم للحضور إليه فلما حضروا قتلهم جميعا ودفنوا بالإسكندرية .

## أنظر أيضا
- قائمة قباطين البحر العثمانيين.